# Miles Monitor
Майлз Монітор (англ. Miles Monitor) — британський двомоторний літак-буксир мішеней часів Другої світової війни. Через наявність двох потужних двигунів мав досягати швидкостей порівнянних з швидкостями винищувачів, але через проблеми з двигунами і невизначеність в реальній потребі в таких літаках виготовлявся в обмежених кількостях.

## Історія
Перший літак від компанії Miles Aircraft змішаної металево-дерев'яної конструкції M.33 Monitor будувався за специфікацією Q.9/42 міністерства авіації виданої в 1942 році. Остання вимагала двомоторний буксир мішеней здатний розвивати хоча б 483 км/год на висоті 6300 м з випущеною мішенню. Серед інших вимог був час польоту 3 години і 30 хвилин і можливість бути розібраним на частини які могли розміститись на стандартних піддонах для транспортування.
Незважаючи на видану специфікацію в міністерстві все ще не були впевнені чи такий літак взагалі потрібний і перші креслення «Монітора» було відхилено через брак необхідних двигунів. Коли в наявності з'явились американські двигуни Wright R-2600 Twin Cyclone розробку було запущено з попереднім замовленням на 600 літаків.
Прототип піднявся в повітря 5 квітня 1944 року за п'ятнадцять місяців після затвердження дизайну, але був втрачений в аварії після пожежі одного двигуна. Два наступні прототипи були успішнішими, але доля проєкту не надто. З очевидним наближенням кінця війни замовлення скоротили до 200 літаків, потім до 50, і врешті-решт після виробництва двадцяти виробництво згорнули.
На цей момент вже було вирішено, що «Монітори» надійдуть не Королівським ВПС, а ВПС флоту Великої Британії. Десять «Моніторів» таки надійшли на коротку службу в випробувальний загін Флоту, але дуже швидко були замінені на Mosquito TT Mk.39.

## Тактико-технічні характеристики
Дані з Consice Guide to British Aircraft of World War II

### Технічні характеристики
- Екіпаж: 2 особи
- Довжина: 14,53 м
- Висота: 4,34 м
- Розмах крила: 17,15 м
- Площа крила: 46,45 м²
- Маса порожнього: 7189 кг
- Максимальна злітна маса: 9559 кг
- Двигуни: 2 × Wright R-2600-31 Twin Cyclone
- Потужність: 1700 к. с. (1268 кВт.)

### Льотні характеристики
- Максимальна швидкість: 531 км/год (на висоті 4570 м.)
- Крейсерська швидкість: 426 км/год (на висоті 4570 м.)
- Практична висота: 8840 м.
- Максимальна дальність польоту: 4426 км